# Tectarius coronatus
Tectarius coronatus är en snäckart som beskrevs av Achille Valenciennes 1833. Tectarius coronatus ingår i släktet Tectarius och familjen strandsnäckor. Inga underarter finns listade i Catalogue of Life.